# آسکرسبی
آسکرسبی (به سوئدی: Askersby)  یک منطقه مسکونی است که در بخش اوربرو شهرستان اوربرو در کشور سوئد واقع شده است. جمعیت آسکرسبی در پایان سال ۲۰۱۰ بالغ بر ۲۴۳ نفر بوده است.